# Olympische Winterspiele 1964/Skispringen
Bei den IX. Olympischen Winterspielen 1964 in Innsbruck fanden zwei Wettbewerbe im Skispringen statt. Diese galten gleichzeitig als 25. Nordische Skiweltmeisterschaften. Somit wurden neben olympischen Medaillen auch Weltmeisterschaftsmedaillen vergeben. Austragungsorte waren die Toni-Seelos-Olympiaschanze in Seefeld in Tirol sowie die Bergiselschanze in Innsbruck.
Erstmals standen zwei Wettbewerbe im Skispringen auf dem Programm, einen wie bisher auf einer kleineren sog. Normalschanze und einen auf einer Großschanze. Weiterhin galt, dass die Springer drei Sprünge absolvierten, von denen die besten zwei in die Wertung kamen.
Letztmals bei Olympischen Winterspielen starteten die Bundesrepublik Deutschland und die DDR als gesamtdeutsche Mannschaft.

## Bilanz

### Medaillenspiegel
| Platz  | Land     | Gold | Silber | Bronze | Gesamt |
| ------ | -------- | ---- | ------ | ------ | ------ |
| 1      | Norwegen | 1    | 1      | 2      | 4      |
| 2      | Finnland | 1    | 1      | –      | 2      |
| Gesamt | Gesamt   | 2    | 2      | 2      | 6      |

### Medaillengewinner
| Disziplin     | Gold                   | Silber                 | Bronze                  |
| ------------- | ---------------------- | ---------------------- | ----------------------- |
| Normalschanze | Veikko Kankkonen (FIN) | Toralf Engan (NOR)     | Torgeir Brandtzæg (NOR) |
| Großschanze   | Toralf Engan (NOR)     | Veikko Kankkonen (FIN) | Torgeir Brandtzæg (NOR) |

## Vorschau
Sport Zürich befasste sich in seiner Ausgabe vom 29. Januar 1964 mit einer Vorschau. Für die Seelos-Schanze wurden Toralf Engan, Veikko Kankkonen, Helmut Recknagel und Dieter Neuendorf, Antoni Łaciak und Józef Przybyła beste Chancen zugestanden. Für die Großschanze gab es eine ganze Reihe von Medaillenaspiranten: Kankkonen, Engan, Niilo Halonen, Torgeir Brandtzæg, Torbjørn Yggeseth, Max Bolkart, Recknagel und die vielen Sowjetspringer (Alexander Iwannikow, Nikolai Schamow und Nikolai Kamenski), dazu die beiden Draufgänger Neuendorf und Przybyła.

## Ergebnisse

### Normalschanze
| Platz | Land | Athlet             | Weiten (m)         | Punkte |
| ----- | ---- | ------------------ | ------------------ | ------ |
| 1     | FIN  | Veikko Kankkonen   | 77,0 / 80,0 / 79,0 | 229,8  |
| 2     | NOR  | Toralf Engan       | 79,0 / 78,5 / 79,0 | 226,3  |
| 3     | NOR  | Torgeir Brandtzæg  | 73,0 / 79,0 / 78,0 | 222,9  |
| 4     | TCH  | Josef Matouš       | 80,5 / 77,0 / 76,5 | 218,2  |
| 5     | EUA  | Dieter Neuendorf   | 78,5 / 77,0 / 75,0 | 214,7  |
| 6     | EUA  | Helmut Recknagel   | 75,5 / 77,0 / 75,5 | 210,4  |
| 7     | SWE  | Kurt Elimä         | 76,0 / 75,0 / 75,0 | 208,9  |
| 8     | NOR  | Hans Olav Sørensen | 76,0 / 73,5 / 74,5 | 208,6  |
| 9     | EUA  | Karl-Heinz Munk    | 77,0 / 75,0 / 74,0 | 207,0  |
| 10    | USA  | John Balfanz       | 74,0 / 74,5 / 74,5 | 206,5  |
| 11    | AUT  | Sepp Lichtenegger  | 74,5 / 75,0 / 75,0 | 205,4  |
|       |      |                    |                    |        |
| 13    | AUT  | Baldur Preiml      | 75,0 / 76,0 / 73,5 | 204,6  |
| 25    | SUI  | Heribert Schmid    | 76,5 / 71,5 / 74,0 | 200,1  |
| 28    | AUT  | Otto Leodolter     | 72,0 / 74,0 / 72,0 | 196,8  |
| 37    | EUA  | Max Bolkart        | 69,5 / 72,5 / 70,0 | 191,5  |
| 44    | AUT  | Willi Egger        | 71,5 / 71,0 / 71,5 | 187,4  |
| 48    | SUI  | Ueli Scheidegger   | 72,0 / 68,5 / 64,0 | 176,4  |
| 51    | SUI  | Sepp Zehnder       | 69,0 / 66,0 / 83,6 | 171,7  |

Datum: 31. Januar 1964, 13:00 Uhr
Anlage: Toni-Seelos-Olympiaschanze
53 Teilnehmer aus 15 Ländern, alle in der Wertung.
Der bei bitterer Kälte mit abwechselnd Sonnenschein und leichtem Schneefall ausgetragene Wettbewerb verlief äußerst spannend, denn erst mit dem letzten Springer, Veikko Kankkonen, stand der Sieger fest. Dabei hatte der Finne seinen ersten Sprung verpatzt und war nur auf Platz 29 gekommen. Trotz verkürztem Anlauf wurde der aus dem Vorjahr von Georg Thoma gehaltene Schanzenrekord von 76,5 m viermal verbessert, wobei Josef Matouš letztlich mit 80,5 m die neue Bestmarke aufstellte und sich damit in Führung setzte. Im zweiten Durchgang wurde der Anlauf erneut verkürzt, weil der kritische Punkt bereits mehr als die erlaubten 10 % übersprungen worden war. Beinahe wäre trotzdem der Schanzenrekord erneut gefallen, denn Kankkonen erreichte 80,0 m und rückte auf Rang 4 vor. Neuer Erster war Engan vor Matouš und Neuendorf. Der dritte Durchgang litt etwas unter dem aufkommenden Wind, der doch einigen Springern mehr zusetzte als anderen. Engan bewies seine Beständigkeit mit 79,0 m und schien der sichere Sieger zu sein, aber Kankkonen mit derselben Weite und Stilnote überflügelte ihn dank der im zweiten Durchgang um 3,60 höheren Punktezahl. Auch Brandtzæg steigerte sich und legte eine Weite vor, die ihn noch die Bronzemedaille brachte. Unter den 30.000 Zuschauern befand sich auch das persische Kaiserpaar.

### Großschanze
| Platz | Land | Athlet              | Weiten (m)         | Punkte |
| ----- | ---- | ------------------- | ------------------ | ------ |
| 1     | NOR  | Toralf Engan        | 93,5 / 90,5 / 73,0 | 230,7  |
| 2     | FIN  | Veikko Kankkonen    | 95,5 / 90,5 / 88,0 | 228,9  |
| 3     | NOR  | Torgeir Brandtzæg   | 92,0 / 90,0 / 87,0 | 227,2  |
| 4     | EUA  | Dieter Bokeloh      | 92,0 / 83,0 / 83,5 | 214,6  |
| 5     | SWE  | Kjell Sjöberg       | 90,0 / 82,0 / 85,0 | 214,4  |
| 6     | URS  | Alexander Iwannikow | 90,0 / 81,5 / 83,5 | 213,3  |
| 7     | EUA  | Helmut Recknagel    | 89,0 / 86,5 / 78,0 | 212,8  |
| 8     | EUA  | Dieter Neuendorf    | 92,5 / 84,5 / 83,0 | 212,6  |
| 9     | POL  | Józef Przybyła      | 92,0 / 87,5 / 74,5 | 211,3  |
| 10    | TCH  | Dalibor Motejlek    | 90,5 / 84,5 / 80,0 | 208,8  |
|       |      |                     |                    |        |
| 12    | AUT  | Willi Egger         | 86,5 / 87,0 / 80,5 | 206,0  |
| 17    | AUT  | Otto Leodolter      | 87,0 / 85,0 / 73,5 | 204,0  |
| 18    | AUT  | Baldur Preiml       | 84,5 / 87,0 / 78,0 | 203,2  |
| 21    | EUA  | Karl-Heinz Munk     | 91,5 / 87,0 / 80,0 | 200,6  |
| 43    | AUT  | Sepp Lichtenegger   | 77,5 / 87,0 / 68,0 | 179,9  |
| 46    | SUI  | Heribert Schmid     | 78,0 / 78,5 / 64,0 | 175,0  |
| 48    | SUI  | Sepp Zehnder        | 80,0 / 73,0 / 68,0 | 172,3  |
| 51    | SUI  | Ueli Scheidegger    | 73,0 / 70,0 / 65,0 | 154,3  |

Datum: 9. Februar 1964, 13:00 Uhr
Anlage: Bergiselschanze

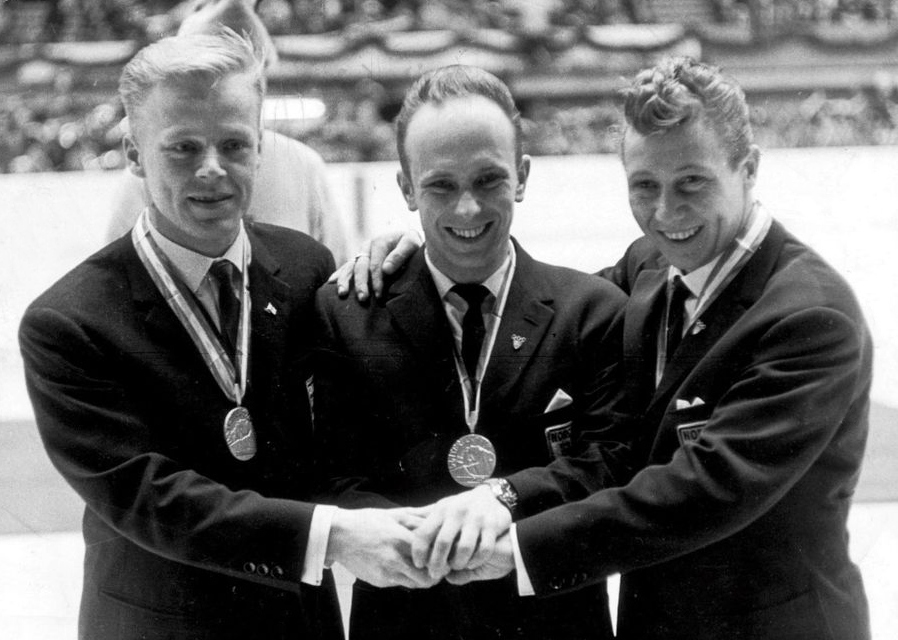
Die Medaillengewinner v.l.: Engan, Kankkonen, Brandtzæg

52 Teilnehmer aus 15 Ländern, alle in der Wertung.
Wie zuvor in Seefeld trugen hier dieselben Sportler die Medaillenentscheidung aus. Es gab eine etwas fragliche Benotung zu Silbermedaillengewinner Kankkonen, bei dem sich die Wertungsrichter offensichtlich nicht einig waren, ob dessen zweiter Sprung als „gestürzt“ galt. Kankonnen war mit den Händen leicht im Schnee gewesen. Der Kanadier Dokka gab deshalb die 9, die Richter 2, 4 und 5 gaben 17, 18,5 und 18 – und der dritte, der Finne Koskivuori, fand mit der 15 einen Kompromiss. Kankonnen stellte im ersten Durchgang mit 93,5 Metern den Schanzenrekord des Polen Józef Przybyła ein.